# Izdebki-Błażeje
Izdebki-Błażeje – wieś w Polsce położona w województwie mazowieckim, w powiecie siedleckim, w gminie Zbuczyn. Ma status sołectwa.
W latach 1975–1998 miejscowość administracyjnie należała do województwa siedleckiego.
Wierni Kościoła rzymskokatolickiego należą do parafii Matki Bożej Częstochowskiej w Krzesku-Majątku.